# Horní Rožínka
Horní Rožínka (deutsch Ober Rosinka, auch Ober Rozinka) ist eine Gemeinde in Tschechien. Sie liegt sechs Kilometer südwestlich von Bystřice nad Pernštejnem und gehört zum Okres Žďár nad Sázavou.

## Geographie
Horní Rožínka befindet sich in der Talmulde des Baches Rožínka in der Böhmisch-Mährischen Höhe. Westlich erhebt sich der Hügel Strany (568 m). Im Südosten liegt das einzige noch in Betrieb stehende Uranerzbergwerk Tschechiens, die DIAMO s.p., o.z. GEAM Dolní Rožínka, in der Pechblende und Coffinit abgebaut werden.
Nachbarorte sind Albrechtice, Rozsochy und Blažejovice im Norden, Vojetín im Nordosten, Rodkov im Osten, Dvořiště und Rožná im Südosten, Dolní Rožínka und Blažkov im Süden, Zvole im Südwesten, Račice, Ráčkův Mlýn und Dlouhé im Westen sowie Branišov im Nordwesten.

## Geschichte
Die erste urkundliche Erwähnung von Roženka erfolgte im Jahre 1366, als Hertvík von Zwole Einkünfte aus dem Dorf als Mitgift an Kačna von Zwole überschrieb. 1385 verkaufte Mikšík von Radinoves das Dorf Roženka an Matyáš von Smržov und Ostrov. Dieser veräußerte es 1390 an Mikuláš von Kojetín. Gegen den Verkauf legte Hereš von Ostrov Protest ein, weil er Ansprüche auf die Güter des Matyáš von Smržov besaß. Mikuláš von Kojetín überschrieb das Dorf seiner Frau Zdenka zusammen mit Kojetín. Nach einem Vergleich zwischen Matyáš und Hereš von Ostrov wurde der Verkauf 1392 rückgängig gemacht und Roženka an Hereš übergeben, der das Dorf an Čeňek von Ronow weiterleitete. 1406 gehörte das Dorf der Witwe von Smil von Zwole, Bětka, und Jan Hlaváč von Ronow machte ihr wegen Ansprüchen an ihren verstorbenen Mann den Besitz streitig. Weitere Besitzer nach Jan Hlaváč von Ronow waren Václav Sturm von Ronow und Mitrow sowie ab 1433 Hynko von Zwole. 1446 folgte dessen Bruder Peter von Zwole, der Pfarrer in Zvole und später in Letovice war. Dieser überließ den Ochsenschlag Holíkovský und das Dorf Roženka einschließlich des unterhalb davon gelegenen Holíkovský-Teiches testamentarisch der Pfarre in Zvole. Da zur gleichen Zeit auch das Dorf Zvole mit der Kirche dem Zisterzienserkloster Saar zufiel, wurde auch Horní Rožínka klösterlicher Besitz und in späterer Zeit auch als Rožínka Opatská bezeichnet. Seit 1667 ist ein Ortssiegel und Wappen von Rozinka überliefert.
Nach der Aufhebung der Patrimonialherrschaften bildete Horní Rožinka ab 1850 eine Gemeinde im Bezirk Neustadtl. 1947 wurde die Gemeinde im Zuge der Auflösung des Okres Nové Město na Moravě dem Okres Bystřice nad Pernštejnem zugeordnet. Seit 1961 gehört sie zum Okres Žďár nad Sázavou.

## Ortsgliederung
Für die Gemeinde Horní Rožínka sind keine Ortsteile ausgewiesen. Zu Horní Rožínka gehören die Ortslagen Za humny, V Osouši, Na Širokým, Ve Skalách, K Sečám und Na Vášnivc.

## Sehenswürdigkeiten
- Glockenturm am Dorfplatz

## Söhne und Töchter der Gemeinde
- Jan Koloušek (1859–1921), Professor für Volkswirtschaft, Finanzwissenschaft und Statistik